# Sogni radioattivi
Sogni radioattivi (Radioactive Dreams) è un film del 1985 diretto da Albert Pyun.
Pellicola fantascientifica post apocalittica con protagonisti George Kennedy, Michael Dudikoff, Don Murray e Lisa Blount. I nomi dei due personaggi principali sono un omaggio alle icone della narrativa poliziesca noir Philip Marlowe, Raymond Chandler e Mike Hammer. Il film è diventato un cult, venendo riproposto in diversi festival cinematografici internazionali di revival.
Secondo lungometraggio nella carriera di Pyun, è un adattamento fantascientifico di un romanzo poliziesco, con gag tipiche degli anni quaranta che si susseguono a luoghi comuni per adolescenti.
Palesemente girato con mezzi di fortuna, ha comunque dalla sua parte un buon trucco e buoni effetti speciali.
In Germania è stato distribuito il 1987; in Italia invece, ha avuto passaggi solo per tv locali.

## Trama
Il primo aprile del 1986 ha inizio la terza guerra mondiale. Due tecnici militari, dopo aver creato un potentissimo ordigno nucleare, in vista di una catastrofe generata da governanti ottusi, decidono di creare un rifugio nucleare sotto la loro rimessa celata in un bosco di conifere, portando con sé, oltre ad un ribrezzo per la razza umana, le due chiavi per armare la pericolosissima testata. Lì accanto stanno giocando due bambini. I quattro personaggi alzano gli occhi al cielo: una testata nucleare sta per schiantarsi a due passi da loro, ed i due adulti, Dash Hammer e Spade Hammer, hanno pietà dei due teneri pargoli, e con un gesto fulmineo decidono di portarli con loro nel rifugio.
Primo aprile del 2010. Phillip si sveglia da un brutto sogno in un film in bianco e nero, ventenne con i capelli lunghi e sporchi, mentre il "compare" lo avvisa di "aver trovato l'uscita". Infine fuori, decidono di vivere fuori i loro sogni di essere agenti investigativi nel nuovo mondo dopobomba in una lotta spietata contro mutanti e dei cannibali.
I loro ultimi quindici anni di vita li hanno passati da soli: unica compagnia, romanzi polizieschi ed inestimabili degli anni quaranta. Escono e conoscono la pericolosa Miles Archer una specie di terrorista che vuole lanciare l'ultimo missile nucleare per motivi non ben chiariti.
Qui cominciano i problemi di Phillip Chandler e Marlowe Hammer: ispirandosi alle Detective Novels con le quali sono cresciuti, vedendola inseguita da due mutanti, la scambiano per una damigella in pericolo e le permettono di fuggire con le chiavi. La donna, baciando Marlowe, perde le chiavi che aveva nel giubbotto all'interno della loro auto.
Da qui in poi, la parte comica: inseguiti da tutti e da tutto per via delle chiavi (tra gli inseguitori ci sono due loro cloni che si atteggiano invece a John Travolta ne La febbre del sabato sera, ed un dinosauro mutante che ogni tanto emerge per nutrirsi di carne umana), perdono i vestiti in situazioni degne delle pellicole di Stanlio ed Ollio, riprendono la situazione in mano con un nuovo paio di vestiti e una crescita interiore.
Alla fine recuperano le chiavi durante una battaglia in un'autorimessa, ritrovano i due scienziati che li avevano accolti nel bunker e che se n'erano andati per consentire loro di vivere meglio con le scorte del bunker. Questo lo ricorderà Phillip mentre riconosce il suddetto genitore, il quale gli strappa la promessa di curarsi di Marlowe dopo la sua morte. Marlowe ucciderà Miles Archer per impedirle di armare il missile.
La vicenda si conclude con la coppia che balla una specie di Fox-trot davanti agli occhi stupiti dei presenti che li davano per spacciati.

## Colonna sonora
La maggior parte delle tracce presenti nella colonna sonora del film appartengono al pop rock new wave. Fanno eccezione Zim Bim Zowie, un pezzo swing, e Daddy's Gonna Boogie Tonight, riprodotto da un fonografo durante la scena in cui Phillip e Marlowe si preparano a lasciare il rifugio antiatomico; quest'ultimo e All Talk sono stati omessi dalle versioni australiane e tedesche della colonna sonora. La colonna sonora uscita in Spagna include tutte le tracce del film.

### Tracce
1. Jill Jaxx – Nightmare – 5:10
2. Sue Saad – Radioactive Dreams – 5:18
3. Maureen Steele – She'll Burn You – 4:13
4. Cherri Delight – Young Thing – 4:09
5. The Monte Carlos – Tickin' Of The Clock – 2:07
6. Shari Saba – Psychedelic Man – 2:41
7. Lisa Lee – Eat You Alive – 2:40
8. Sue Saad – Guilty Pleasures – 3:44
9. Mary Ellen Quinn – Turn Away – 2:13
10. Sue Saad – She's A Fire – 2:07
11. Sue Saad – When Lightning Strikes – 6:51
12. Darryl Phinessee – Zim Bim Zowie – 2:20

## Distribuzione

### Incassi
Il film ha avuto una distribuzione limitata nelle sale americane ad opera della De Laurentiis Entertainment Group nel settembre 1986, con un incasso di 220 038 dollari al botteghino.

### Edizioni home video
Il film è stato distribuito in VHS dalla Vestron Video. Al 2017, il film non è ancora stato ufficialmente distribuito sul mercato statunitense in versione DVD. È tuttavia esistente una rara edizione speciale tedesca in DVD. Questa edizione includeva anche il CD della colonna sonora ma si limita solo a 1 000 copie.

## Riconoscimenti
Sogni radioattivi è stato premiato col Corvo d'Oro al 5º Festival internazionale del cinema fantastico di Bruxelles e nominato come miglior film al MystFest di Cattolica.

## Influenza culturale
Wasteland, una serie di videogiochi di ruolo open world post apocalittici, e Fallout, inizialmente un videogioco "successore spirituale di Wasteland" che alla fine si è trasformato in una serie a sé stante (il primo gioco della serie Fallout è stato realizzato dopo che i piani iniziali per Wasteland 2 e Wasteland 3 sono stati compromessi a causa del Fountain of Dreams della Electronic Arts) sono stati fortemente ispirati da Sogni radioattivi.

## Fonti citate
- La colonna sonora (JPG), su theproducers.org. URL consultato il 2 dicembre 2009 (archiviato dall'url originale il 27 aprile 2012).
- Sito esauriente sul film, su tobiaswinkler.de.
- Unico sito italiano trovato su motori di ricerca che cita il film, su fantafilm.net.